# Пираты Карибского моря: День в море
«Пираты Карибского моря: День в море» (англ. Pirates of the Caribbean: A Day At The Sea) — будущий американский фэнтезийный фильм жанра плаща и шпаги; шестая часть серии фильмов «Пираты Карибского моря». Съемки должны начаться в конце 2025 года.

## Сюжет
Действие фильма, как и предыдущих частей франшизы, происходит на Карибском море. В числе главных героев пиратский капитан Джек Воробей, капитан «Летучего Голландца» Уилл Тёрнер, жена Уилла Тёрнера — Элизабет Суонн.

## Производство
О планах создания шестого фильма франшизы стало известно незадолго до премьеры четвёртой части, «На странных берегах». Тогда планировалось снимать шестую картину сразу после пятой, но этот замысел остался неосуществлённым. В марте 2017 года режиссёр Йоахим Рённинг заявил, что «Мертвецы не рассказывают сказки» (пятый фильм) — это только начало последнего приключения, подтвердив таким образом, что шестой фильм по-прежнему в планах. В сентябре того же года продюсер Джерри Брукхаймер сообщил о том, что фильм находится в разработке. В октябре того же года Кая Скоделарио заявила, что она подписала контракт на возвращение в шестом фильме. Вскоре стало известно, что режиссёром проекта станет Рённинг. 
В мае 2020 года Брукхаймер сообщил, что первый вариант сценария близок к завершению, но не подтвердил участие Джонни Деппа в будущем фильме. 20 апреля 2022 года во время судебного процесса по делу о клевете против бывшей жены Эмбер Хёрд Депп заявил, что не заинтересован в работе над новым фильмом серии «Пираты Карибского моря», сославшись на напряжённые отношения с Disney после того, как его исключили из франшизы до вынесения вердикта по его делу.
В ноябре 2022 года в СМИ появились сообщения о том, что Депп всё же снимется в картине, но вскоре они были опровергнуты. Проект получил предварительное название «День в море». Исполнительным продюсером фильма был назначен Брюс Хендрикс. Съёмки изначально должны были начаться в феврале 2023 года в Великобритании, однако по неизвестным причинам этого не произошло. 
С мая по сентябрь 2023 производство фильма было остановлено из-за забастовок в Голливуде. 
В ноябре 2024 года было объявлено, что съёмки должны начаться во второй половине 2025 года.